# Jan Hrušínský

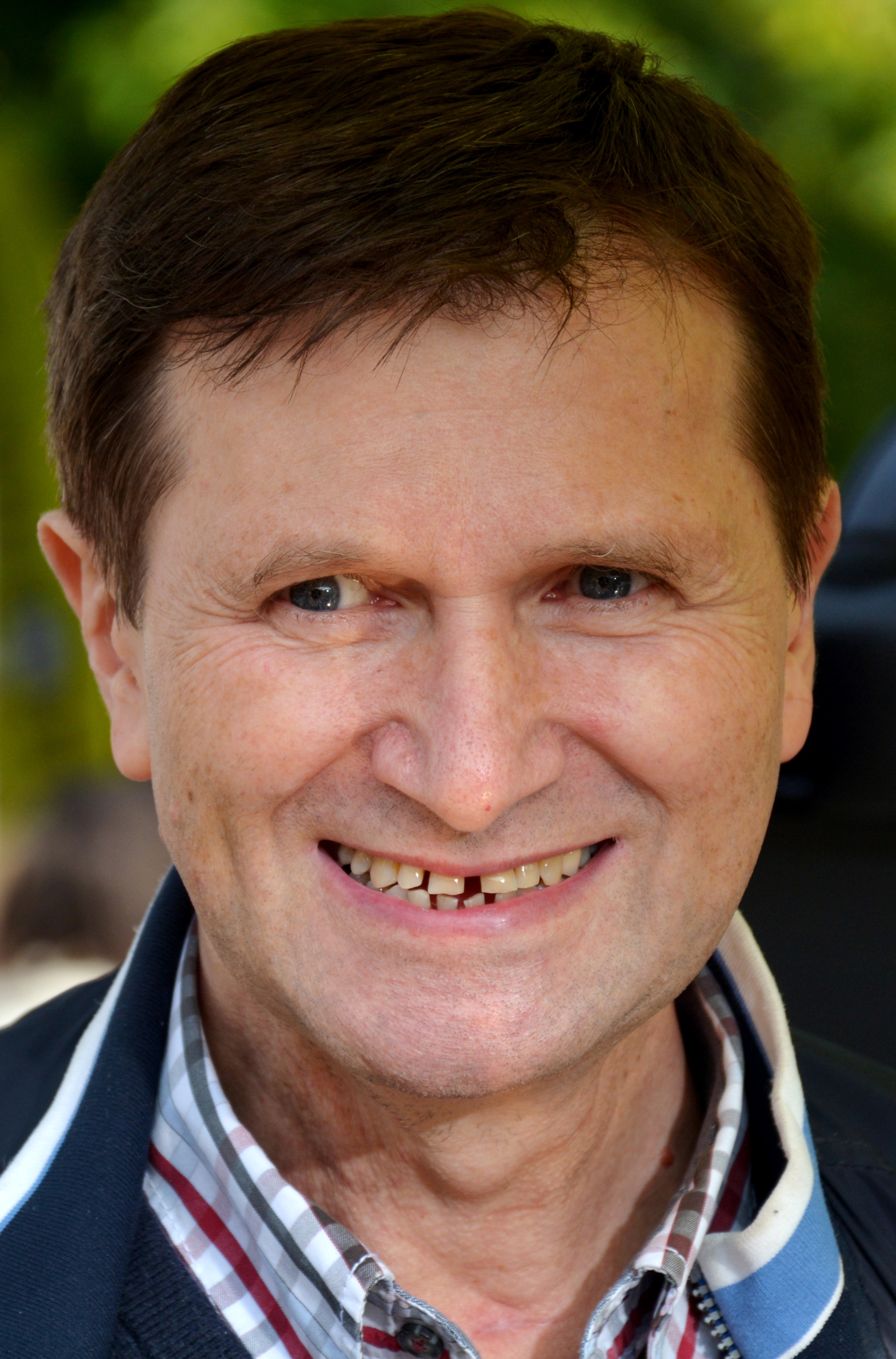
Jan Hrušínský (2015)

Jan Hrušínský (* 9. Juni 1955 in Prag) ist ein tschechischer Schauspieler.

## Leben
Jan Hrušínský wirkte seit Anfang der 1970er-Jahre als Schauspieler vor der Kamera in bislang mehr als 120 Film-und-Fernsehproduktionen mit. Er ist in Prag als Theaterschauspieler tätig und seit 2004 der Intendant des von ihm gegründeten Theaters Na Jezerce in Prag.
Die Familie Hrušínský ist eine in Tschechien berühmte Schauspielerdynastie. Jan Hrušínský ist Sohn des tschechischen Schauspielers Rudolf Hrušínský (1920–1994) und Bruder des Schauspielers Rudolf Hrušínský (* 1946). Der Großvater Rudolf Hrušínský (1897–1956) war ebenfalls Schauspieler. Auch sein Neffe Rudolf Hrušínský (* 1970) und seine Tochter Kristyna Hrušínská (* 1985) sind im Schauspielberuf tätig. Hrušínský ist verheiratet und Vater von drei Kindern.

## Filmografie (Auswahl)
- 1972: Das Mädchen auf dem Besenstiel (Dívka na koštěti)
- 1975: Der Tag, der die Welt veränderte (Sarajevski atentat)
- 1978: Wie man Dornröschen wachküßt (Jak se budí princezny)
- 1986: Die Galoschen des Glücks (Galoše šťastia)
- 1998: Die Seekönigin (Jezerní královna)
- 2001: Als Großvater Rita Hayworth liebte
- 2003: Zelary (Želary)
- 2010: Habermann (Habermannův mlýn)
- 2011: Saxana und die Reise ins Märchenland (Saxána a Lexikon kouzel)